# Andre Ward
Andre Ward (San Francisco, 23 februari 1984) is een Amerikaanse bokser. Hij vecht in de lichtzwaargewichtklasse en is houder van de WBO, WBA & IBF Wereldtitel in zijn klasse. Hij won een gouden medaille in het halfzwaargewicht op de Olympische Zomerspelen 2004. Hij won in het verleden de WBA- en WBC-supermiddengewichttitel. Hij werd in 2011 door Ring Magazine uitgeroepen tot 'Bokser van het jaar'.

## Amateurcarrière
Ward begon met boksen toen hij 9 jaar oud was. In 2001 werd hij Amerikaans kampioen in het middengewicht. In 2003 werd hij Amerikaans kampioen in het halfzwaargewicht. In 2004 behaalde hij de gouden medaille op de Olympische Spelen in Athene.

## Begin profcarrière
Na zijn gouden medaille op de Olympische Spelen stapte Ward over naar de profs. Hij maakte zijn profdebuut op 18 december 2004 door de Amerikaan Chris Molina te verslaan op technisch knock-out in de tweede ronde.
Op 20 juni 2008 won Andre Ward zijn eerste internationale titel. Hij won de WBO NABO-supermiddengewichttitel door de Amerikaan Jerson Ravelo te verslaan op technisch knock-out in de achtste ronde.

## Super Six
Andre Ward werd een van de deelnemers aan het Super Six-toernooi in de supermiddengewichtklasse. Op 21 november 2009 versloeg hij de Deen Mikkel Kessler en won hiermee de WBA-supermiddengewichttitel. Hij versloeg ook de Amerikaan Allen Green in de voorrondes. In de halve finale kwam hij uit tegen de Duitser Arthur Abraham. Hij won unaniem op punten. In de finale van het toernooi versloeg hij de Engelsman Carl Froch op punten. Hij won hiermee ook de WBC-supermiddengewichttitel. Hij zou de WBA-titel hierna tweemaal met succes verdedigen.

## Inactiviteit en comeback
Tussen november 2013 en juni 2015 kwam Ward niet actie omdat hij problemen had met zijn promotor. Begin 2015 tekende hij een contract bij Roc Nation, het promotiekantoor van rapper Jay-Z. Op 20 juni 2015 maakte hij zijn comeback door de Engelsman Paul Smith te verslaan op technisch knock-out in de negende ronde. Hierna stapte hij over naar de lichtzwaargewichtklasse. Hij versloeg op 26 maart 2016 de ongeslagen Cubaan Sullivan Berrera.

## Titels in het lichtzwaargewicht
Op 19 november 2016 won Andre Ward de WBO, WBA & IBF lichtzwaargewichttitels in een gevecht met Sergej Kovaljov. Ward moet een knockdown incasseren in de tweede ronde, maar wordt na twaalf rondes uiteindelijk unaniem uitgeroepen als winnaar op punten.

## Persoonlijk
Ward is getrouwd en vader van vier kinderen. Hij vertelt zijn levensverhaal in gevangenissen en jeugdinstellingen in Amerika om mensen te inspireren. Hij speelde een kleine rol in de film Creed. Hij is ook commentator van bokswedstrijden op HBO.